# 倉田安治
倉田 安治（くらた やすはる、1963年2月1日 - ）は、静岡県藤枝市出身の元サッカー選手、サッカー指導者。ポジションはディフェンダー。

## 略歴
藤枝東高校3年次の高校選手権（1979年度）に出場、優勝候補の一角と目されたが1回戦敗退に終わった。
卒業後は筑波大学に進学。4年次の1985年にユニバーシアード代表 に選出され、同年8月の神戸大会に出場しベスト4進出に貢献した。
1986年に本田技研工業に入部。また同年に日本代表に選出され、1987年のソウル五輪アジア予選など国際Aマッチ6試合に出場。1989 FIFAフットサル世界選手権にフットサル日本代表として出場した。北澤豪共々読売サッカークラブ所属選手として日本リーグ最終シーズンを過ごした。
引退後はアビスパ福岡やヴィッセル神戸でコーチや下部組織の監督を、2010年にはFC岐阜の監督を務めた。
2015年7月21日に成績不振により前日に辞任した阪倉裕二の後任として栃木SCの監督に就任したが、同年12月に契約満了により栃木SCの監督を退任した。
2016年に杭州緑城の育成スクールの副校長に就任。
2019年から山東魯能のU-15監督に就任した。
2021年から藤枝MYFCの監督に就任した が、同年7月12日に監督を退任した。

## 所属クラブ
- 藤枝東高校
- 筑波大学
- 1986年 - 1991年 本田技研工業
- 1991年 - 1992年 読売クラブ

## 個人成績
| 国内大会個人成績 | 国内大会個人成績 | 国内大会個人成績 | 国内大会個人成績 | 国内大会個人成績 | 国内大会個人成績 | 国内大会個人成績 | 国内大会個人成績 | 国内大会個人成績 | 国内大会個人成績 | 国内大会個人成績 | 国内大会個人成績 |
| 年度             | クラブ           | 背番号           | リーグ           | リーグ戦         | リーグ戦         | リーグ杯         | リーグ杯         | オープン杯       | オープン杯       | 期間通算         | 期間通算         |
| 年度             | クラブ           | 背番号           | リーグ           | 出場             | 得点             | 出場             | 得点             | 出場             | 得点             | 出場             | 得点             |
| 日本             | 日本             | 日本             | 日本             | リーグ戦         | リーグ戦         | JSL杯            | JSL杯            | 天皇杯           | 天皇杯           | 期間通算         | 期間通算         |
| ---------------- | ---------------- | ---------------- | ---------------- | ---------------- | ---------------- | ---------------- | ---------------- | ---------------- | ---------------- | ---------------- | ---------------- |
| 1986-87          | 本田             | 4                | JSL1部           | 20               | 1                | 4                | 3                | 3                | 1                | 27               | 5                |
| 1987-88          | 本田             | 4                | JSL1部           | 15               | 2                | 3                | 1                | 3                | 0                | 21               | 3                |
| 1988-89          | 本田             | 6                | JSL1部           | 17               | 0                | 1                | 0                | 2                | 0                | 20               | 0                |
| 1989-90          | 本田             | 6                | JSL1部           | 8                | 1                | 0                | 0                | 2                | 1                | 10               | 2                |
| 1990-91          | 本田             | 6                | JSL1部           | 17               | 1                | 0                | 0                |                  |                  |                  |                  |
| 1991-92          | 読売             | 2                | JSL1部           | 2                | 0                | 4                | 0                | 1                | 0                | 7                | 0                |
| 通算             | 日本             | 日本             | JSL1部           | 79               | 5                | 12               | 4                |                  |                  |                  |                  |
| 総通算           | 総通算           | 総通算           | 総通算           | 79               | 5                | 12               | 4                |                  |                  |                  |                  |

- JSLオールスターサッカー　1回出場（1986年）

その他の公式戦
- 1990年
  - コニカカップ 2試合0得点
- 1991年
  - コニカカップ 1試合0得点
  - アジアクラブ選手権 1試合1得点

## 代表歴

### 出場大会など
- 1985年夏季ユニバーシアード
- 1986年アジア競技大会
- ソウル五輪予選

### 試合数
- 国際Aマッチ 6試合 0得点(1986-1987)

| 日本代表 | 国際Aマッチ | 国際Aマッチ | その他 | その他 | 期間通算 | 期間通算 |
| 年       | 出場        | 得点        | 出場   | 得点   | 出場     | 得点     |
| -------- | ----------- | ----------- | ------ | ------ | -------- | -------- |
| 1986     | 1           | 0           | 0      | 0      | 1        | 0        |
| 1987     | 5           | 0           | 15     | 0      | 20       | 0        |
| 通算     | 6           | 0           | 15     | 0      | 21       | 0        |

### 出場
| No. | 開催日         | 開催都市     | スタジアム                         | 対戦相手     | 結果 | 監督     | 大会             |
| --- | -------------- | ------------ | ---------------------------------- | ------------ | ---- | -------- | ---------------- |
| 1.  | 1986年09月20日 | 大田         |                                    | ネパール     | ○5-0 | 石井義信 | アジア大会       |
| 2.  | 1987年05月27日 | 広島県       | 広島県総合グランドメインスタジアム | セネガル     | △2-2 | 石井義信 | キリンカップ     |
| 3.  | 1987年06月14日 | シンガポール |                                    | シンガポール | ○1-0 | 石井義信 | オリンピック予選 |
| 4.  | 1987年06月26日 | インドネシア |                                    | インドネシア | ○2-1 | 石井義信 | オリンピック予選 |
| 5.  | 1987年09月15日 | 東京都       | 国立霞ヶ丘競技場陸上競技場         | ネパール     | ○5-0 | 石井義信 | オリンピック予選 |
| 6.  | 1987年09月26日 | 東京都       | 国立霞ヶ丘競技場陸上競技場         | タイ         | ○1-0 | 石井義信 | オリンピック予選 |

## 指導歴
- 1993年 ヴェルディ川崎アシスタントフィジカルコーチ
- 1994年 筑波大学大学院修士課程体育研究科コーチ学専攻終了
- 1995年 - 2006年 アビスパ福岡
  - 1995年 ユース監督
  - 1996年 サテライトコーチ
  - 1997年 ヘッドコーチ
  - 1998年 強化部チーフ
  - 1999年 ヘッドコーチ
  - 2000年-2002年 ホームタウン部
  - 2003年 サテライト監督
  - 2004年-2006年 ヘッドコーチ
  - 2006年7月-12月 統括グループ
- 2007年 - 2009年 ヴィッセル神戸
  - 2007年-2008年 ヘッドコーチ
  - 2009年 アカデミー事業本部アドバイザー
- 2010年 FC岐阜監督
- 2012年 - 2014年 大連阿爾濱
  - 2012年-2013年 サテライトチーム監督
  - 2014年 監督
- 2015年7月-12月 栃木SC監督
- 2016年 杭州緑城育成スクール副校長
- 2019年-2020年 山東魯能 U-17監督／U-15監督／U-16監督
- 2021年-同年7月 藤枝MYFC監督